# Sterna hirundinacea
Sterna hirundinacea là một loài chim trong họ Laridae.